# Хороші часи
«Хороші часи» (англ. «Good Times») — американський музичний комедійний фільм 1967 року, режисера Вільяма Фрідкіна, знятий на кіностудії «Columbia Pictures», з Сонні Боно і Шер у головних ролях.

## Сюжет
Коли Сонні пропонують роль у фільмі, він умовляє Шер спробувати. Однак запропонований сценарій виявляється жахливим, і щоб відмовитися від участі у цьому невдалому проекті, Сонні має всього десять днів, щоб придумати свій власний найкращий сценарій. Решта фільму проходить у його мріях, коли він вигадує можливі сюжетні лінії за участю шерифа Дикого Заходу, короля джунглів та приватного детектива.

## У ролях
- Сонні Боно — Сонні
- Шер — Шер
- Джордж Сандерс — Мордікус
- Норман Олден — Воррен
- Ларрі Дюран — Сміт
- Ленні Вейнріб — Леслі Гарт
- Пітер Роббінс — Брендон
- Філ Арнольд — Соллі
- Хенк Ворден — Кід
- Річард Кольє — Педдлер
- Міккі Доленс — Джино з джунглів
- Модок — Елефант
- Мюррей Поллак — Метр Д
- Келлі Тордсен — міцний хлопець
- Еді Вільямс — дівчина Мордікуса
- Хіна Лі — дівчина Мордікуса
- Діана Хаггерті — дівчина Мордікуса
- Джеймс Флавін — лейтенант
- Морріс Б'юкенен — господар
- Чарльз Сміт — телеграфіст
- Джон Кліфф — гангстер
- Херк Рірдон — борець
- Брюс Тегнер — борець
- Говард Райт — старий годинникар
- Джо Девлін — бармен
- Дін Кромер — депутат
- Білл Борзаж — «барна муха»
- Денні Борзаж — «барна муха»
- Джордж Денорманд — керуючий клубом
- Дюк Фішман — коваль
- Пол Фріс — продавець з «Мордікус Ентерпрайзіс»
- Майкл Джефферс — репортер
- Джесс Кіркпатрик — швейцар в «Саманті»
- Рекс Мур — «барна муха»
- Майк Реган — депутат
- Джон Рой — сценічний працівник
- Кеп Сомерс — депутат
- Джек Торнек — депутат
- Джордж Трейсі — «барна муха»
- Гай Вілкерсон — депутат
- Джон Зімеас — «барна муха»

## Знімальна група
- Режисер — Вільям Фрідкін
- Сценаристи — Тоні Баррет, Ніколас Хайамс
- Оператор — Роберт Вікофф
- Композитор — Сонні Боно
- Продюсери — Стів Бройді, Ліндслі Парсонс